# Signali u noći (album)
Signali u noći četvrti je studijski album zagrebačke rock skupine Film, kojeg 1985. godine objavljuje diskografska kuća Jugoton.
Materijal snimaju u studiju 'SIM', a produkciju su radili sami zajedno s britanskim skladateljom Nickom Van Eedeom. Marino Pelajić i Mladen Juričić vratili su se s odsluženja vojnoga roka, a u sastav je došao novi bubnjar Dražen Scholz. Album kao i njihov prethodni sadrži nekoliko velikih uspješnica a to su "Signali u noći", "Pjevajmo do zore", "Rijeke pravde" i "Osmjesi".
Na materijalu sudjeluju brojni gosti od kojih su neki Massimo Savić (gitara, prateći vokali), Davor Slamnig (gitara), Ljerka Šimara (harfa), Nikola Santro (trombon) i drugi.
Album je dosegao zlatnu nakladu.

## Popis pjesama

### A strana
1. "Rijeke pravde" (4:58)
2. "Sestra noć" (4:08)
3. "Signali u noći" (5:25)
4. "Pjevajmo do zore" (3:58)

### B strana
1. "Osmijesi" (3:51)
2. "Njeno ime je tajna" (5:45)
3. "Nevidljivi prsten" (4:59)
4. "Gorim u vatri" (4:50)

## Izvođači
- Jura Stublić - prvi vokal
- Marino Pelajić - bas-gitara
- Mladen Juričić - gitara
- Dražen Šolc - bubnjevi

### Produkcija
- Producent, aranžer - Film
- Producent - Nick Van Eede
- Autor - Jurislav Stublić
- Tehničar - Vladimir Smolec
- Dizajn - Danilo Dučak

## Vanjske poveznice
- Discogs - Recenzija albuma